# Parque eólico Talinay
El Parque eólico Talinay es una agrupación de aerogeneradores, localizado en la región de Coquimbo en Chile, cerca de la ciudad de Ovalle. Tenía originalmente una capacidad instalada de 90 MW y era capaz de generar alrededor de 200 GWh anualmente, los cuales se ampliarán hasta 500 MW en el futuro, con un segunda etapa (llamada Talinay Poniente). La energía producida es inyectada al Sistema Interconectado Central.
El parque es de propiedad de Enel Green Power.

## Detalles
Ubicado en la provincia de Limarí, en la región de Coquimbo, Chile, la planta fue diseñada y desarrollada por Vestas, y luego comprada y administrada por Enel Green Power. Tiene 45 turbinas de viento, mezcla de turbinas V90 y V100 de 2 MW, con una capacidad instalada de 90 MW. Es capaz de generar alrededor de 200 millones de kWh por año.

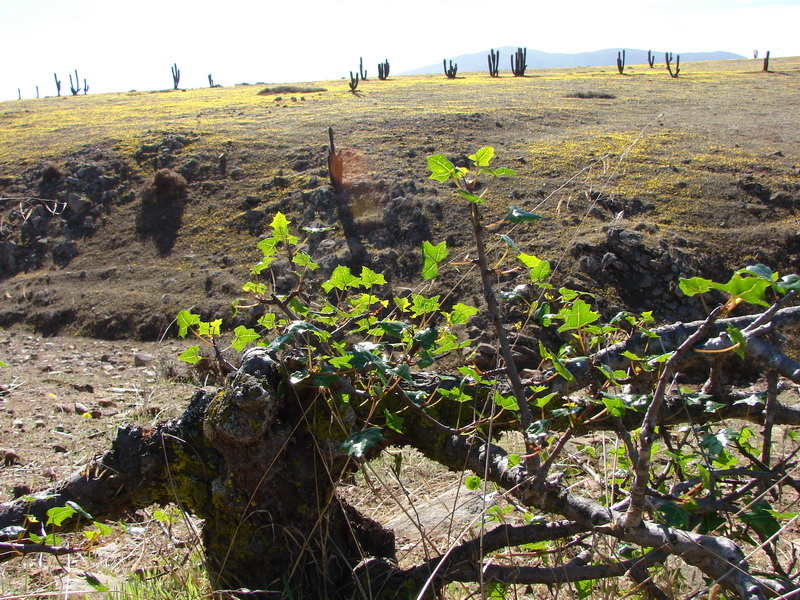
Paisaje del área de Talinay

Se construyó en un corto período de tiempo de 6 meses, con casi 400 personas trabajando en el sitio durante el período más activo, y se establecieron marcas de velocidad de construcción. La granja se conectó a la red en marzo de 2013. [3] La energía generada se entregará a la red de transmisión de la región central de Chile / SIC (Sistema Interconectado Central). El parque eólico de Talinay es la primera etapa de un proyecto que planea generar 500 MW de energía provista por 167 aerogeneradores. Las autoridades están llevando a cabo estudios de impacto ambiental para la segunda etapa del proyecto, llamada Talinay II.

## Parque Talinay Poniente
El proyecto contemplaba una segunda etapa, llamada Talinay Poniente de 500 MW adicionales. Con esto llegará a ser el parque eólico más grande de Chile y de Sudamérica. Esta etapa fue puesta en marcha en marzo del 2015 e incluye 32 aerogeneradores adicionales, con una potencia instalada de 61 MW capaces de generar 160 GWh/año.